# Jules Rimet
Jules Rimet (ur. 24 października 1873 w Theuley-les-Lavoncourt, zm. 16 października 1956 w Paryżu) – francuski działacz sportowy, twórca idei piłkarskich mistrzostw świata. 

## Zarys biografii
Ufundował pierwszy puchar świata, który został w 1946 nazwany jego imieniem, a sam zyskał przydomek „Ojca piłkarskich mistrzostw świata”.
W latach 1921–1954 był przewodniczącym FIFA, a w 1954 – po odejściu ze stanowiska – został honorowym przewodniczącym tej organizacji. Był także przewodniczącym francuskiego Narodowego Komitetu Sportu w latach 1932-1947 oraz założycielem klubu piłkarskiego Red Star Saint-Ouen.